# Rosa abutalybovii
Rosa abutalybovii är en rosväxtart som beskrevs av Gadzhieva. Rosa abutalybovii ingår i släktet rosor, och familjen rosväxter. Inga underarter finns listade i Catalogue of Life.